# Charlotte Wajnberg
Charlotte Wajnberg, geboren Charlotte Cromheeke (Ekeren, 8 januari 1990) is een Belgische sopraan.
Zij is laureate van de Koningin Elisabethwedstrijd 2018, waar ze ook de publieksprijs van Klara/Canvas in ontvangst mocht nemen.
Charlotte Wajnberg ontving internationale erkenning voor haar uitvoeringen van het 20ste-eeuwse repertoire, met in het bijzonder de Tweede Weense School. Ook haar interpretaties van hedendaagse muziek bleven niet onopgemerkt. Met de Brussels Philharmonic nam zij o.l.v. componist Robert Groslot de wereldpremière op van zijn orkestliederen “The Intimacy of Distance”  voor het label Naxos. Deze liederen werden aan haar opgedragen; ook andere hedendaagse componisten werken thans aan nieuwe liederen voor Charlotte.
Als artistiek directeur van Antwerp LiedFest investeert Charlotte in de liedkunst en de vocale kamermuziek, met het accent op het repertoire van eigen bodem: liederen van componisten van weleer worden (her)ontdekt en samenwerkingen met hedendaagse componisten worden opgezet.
Charlotte Wajnberg maakte haar debuut in de Koninklijke Muntschouwburg, waar zij de rol van Esprit vertolkte in de opera Cendrillon van Jules Massenet o.l.v. Alain Altinoglu. Ze was reeds als soliste te horen in de 4de Symfonie van Mahler, de Krönungsmesse van Mozart, het Weihnachtsoratorium van J.S. Bach en het Stabat Mater van L. Boccherini en F. Beck. Ze interpreteerde de rollen van Barbarina (Le Nozze de Figaro, W.A. Mozart), Papagena (Die Zauberflöte, W.A. Mozart) en Mandane (Artaserse, J.C. Bach) en was te gast in verschillende zalen in binnen- en buitenland, waaronder de Weill Recital Hall in Carnegie Hall (New York), de Veronica Hagman Concert Hall (Connecticut), de Crystal Hall (Rogaska Slatina, Slovenië), de Accademia Belgica (Rome), de Philharmonie van Haarlem, het Concertgebouw (Brugge), De Munt, Flagey, Bozar (Brussel), deSingel, Amuz en Opera Ballet Vlaanderen (Antwerpen en Gent).
Naast het opera- en concertrepertoire, is Charlotte regelmatig te horen in Lied. Met pianist Aaron Wajnberg vormt zij een liedduo. Als duo geven zij ook liedmasterclasses aan jonge talenten. Zij waren onder meer te gast aan de Western Connecticut State University in de Verenigde Staten. Charlotte werkt samen met gereputeerde orkesten en ensembles waaronder het Südwestdeutsches Kammerochester Pforzheim, de Mannheimer Hofkapelle en het Symfonieorkest van De Munt.
Charlotte vervolmaakte zich o.l.v. mezzo-alt Lucienne Van Deyck.